# Champions League Twenty20 2010
Die Champions League Twenty20 2010 war ein internationaler Twenty20-Cricket-Wettbewerb, ausgetragen zwischen Clubs aus Indien, Australien, Südafrika, Sri Lanka, Neuseeland und den West Indies. Es war die zweite Austragung des Wettbewerbes und fand zwischen dem 10. und 26. September 2010 in Südafrika statt. Im Finale unterlagen die Warriors aus Südafrika den Chennai Super Kings aus Indien mit acht Wickets.

## Qualifikation
Die teilnehmenden Teams hatten sich über ihre nationalen Twenty20-Meisterschaften qualifiziert, Indien stellte dabei drei Teilnehmer, Australien und Südafrika je zwei, Neuseeland, Sri Lanka und die West Indies je einen. England, das im Jahr zuvor teilgenommen hatte, schickte in dieser Ausgabe keine Mannschaften zur Champions League, da der Termin mit den heimischen Meisterschaften kollidierte.
| Team                        | Land        | Liga                           |
| --------------------------- | ----------- | ------------------------------ |
| Chennai Super Kings         | Indien      | Indian Premier League 2010     |
| Mumbai Indians              | Indien      | Indian Premier League 2010     |
| Royal Challengers Bangalore | Indien      | Indian Premier League 2010     |
| Warriors                    | Südafrika   | Standard Bank Pro20 2010       |
| Highveld Lions              | Südafrika   | Standard Bank Pro20 2010       |
| Victorian Bushrangers       | Australien  | Twenty20 Big Bash 2009/10      |
| Southern Redbacks           | Australien  | Twenty20 Big Bash 2009/10      |
| Central Districts Stags     | Neuseeland  | HRV Twenty20 2009/10           |
| Wayamba Elevens             | Sri Lanka   | Inter-Provincial Twenty20 2010 |
| Guyana                      | West Indies | Caribbean Twenty20 2010        |

## Austragungsorte
Als Austragungsort wurden die folgenden vier Stadien in Südafrika ausgewählt:
| Stadt          | Land      | Stadion                  | Kapazität |
| -------------- | --------- | ------------------------ | --------- |
| Centurion      | Südafrika | SuperSport Park          | 20.000    |
| Durban         | Südafrika | Sahara Stadium Kingsmead | 25,000    |
| Johannesburg   | Südafrika | Wanderers Stadium        | 34,000    |
| Port Elizabeth | Südafrika | St George’s Park         | 19,000    |

## Vorrunde
Die Vorrunde fand vom 10. – 22. September 2010 statt. Die Mannschaften wurden in zwei Gruppen mit jeweils fünf Teams aufgeteilt. Die jeweils besten beiden Mannschaften einer jeden Gruppe qualifizierten sich für das Halbfinale.

### Gruppe A
Tabelle
| Gruppe A                | Sp. | S | N | NR | P | RR     |
| ----------------------- | --- | - | - | -- | - | ------ |
| Chennai Super Kings     | 4   | 3 | 1 | 0  | 6 | +2.050 |
| Warriors                | 4   | 3 | 1 | 0  | 6 | +0.588 |
| Victoria Bushrangers    | 4   | 3 | 1 | 0  | 6 | +0.366 |
| Wayamba Elevens         | 4   | 1 | 3 | 0  | 2 | −1.126 |
| Central Districts Stags | 4   | 0 | 4 | 0  | 0 | −1.844 |

Spiele
| 11. September | Port Elizabeth | Wayamba Elevens 153-9 (20)     | – | Warriors 156-3 (18.3) |
|               |                | Warriors gewinnt mit 7 Wickets |   |                       |

| 11. September | Durban | Chennai Super Kings 151-4 (20)          | – | Central Districts Stags 94 (18.1) |
|               |        | Chennai Super Kings gewinnt mit 57 Runs |   |                                   |

| 13. September | Port Elizabeth | Warriors 158-6 (20)          | – | Victoria Bushrangers 130-9 (20) |
|               |                | Warriors gewinnt mit 28 Runs |   |                                 |

| 15. September | Centurion | Central Districts Stags 165-5 (20)          | – | Victoria Bushrangers 166-3 (19.4) |
|               |           | Victorian Bushrangers gewinnt mit 7 Wickets |   |                                   |

| 15. September | Centurion | Chennai Super Kings 200-3 (20)          | – | Wayamba Elevens 103 (17.1) |
|               |           | Chennai Super Kings gewinnt mit 97 Runs |   |                            |

| 18. September | Port Elizabeth | Central Districts Stags 175-3 (20) | – | Warriors 181-4 (19.1) |
|               |                | Warriors gewinnt mit 6 Wickets     |   |                       |

| 18. September | Centurion | Chennai Super Kings 162-6 (20) / 13-0(1)    | – | Victoria Bushrangers 162 (20) / 23-0 (1) |
|               |           | Victorian Bushrangers gewinnt im Super Over |   |                                          |

| 20. September | Centurion | Wayamba Elevens 106 (16.3)                  | – | Victoria Bushrangers 108-2 (13.2) |
|               |           | Victorian Bushrangers gewinnt mit 8 Wickets |   |                                   |

| 22. September | Port Elizabeth | Wayamba Elevens 144-6 (20)          | – | Central Districts Stags 70 (15.3) |
|               |                | Wayamba Elevens gewinnt mit 74 Runs |   |                                   |

| 22. September | Port Elizabeth | Chennai Super Kings 136-6 (20)          | – | Warriors 126-8 (20) |
|               |                | Chennai Super Kings gewinnt mit 10 Runs |   |                     |

### Gruppe B
Tabelle
| Gruppe B               | Sp. | S | N | NR | P | RR     |
| ---------------------- | --- | - | - | -- | - | ------ |
| Southern Redbacks      | 4   | 4 | 0 | 0  | 8 | +0.590 |
| Royal Chall. Bangalore | 4   | 2 | 2 | 0  | 4 | +0.759 |
| Highveld Lions         | 4   | 2 | 2 | 0  | 4 | +0.401 |
| Mumbai Indians         | 4   | 2 | 2 | 0  | 4 | +0.221 |
| Guyana                 | 4   | 0 | 4 | 0  | 0 | −2.083 |

Spiele
| 10. September | Johannesburg | Highveld Lions 186-5 (20)         | – | Mumbai Indians 177-6 (20) |
|               |              | Highveld Lions gewinnt mit 9 Runs |   |                           |

| 12. September | Centurion | Southern Redbacks 178-6 (20)          | – | Highveld Lions 167-8 (20) |
|               |           | Southern Redbacks gewinnt mit 11 Runs |   |                           |

| 12. September | Centurion | Guyana 103 (20)                                   | – | Royal Chall. Bangalore 106-1 (12.2) |
|               |           | Royal Challengers Bangalore gewinnt mit 9 Wickets |   |                                     |

| 14. September | Durban | Mumbai Indians 180-7 (20)               | – | Southern Redbacks 182-5 (19.3) |
|               |        | Southern Redbacks gewinnt mit 5 Wickets |   |                                |

| 16. September | Durban | Mumbai Indians 184-4 (20)          | – | Guyana 153-6 (20) |
|               |        | Mumbai Indians gewinnt mit 31 Runs |   |                   |

| 17. September | Durban | Royal Chall. Bangalore 154 (19.5)       | – | Southern Redbacks 155-2 (18.3) |
|               |        | Southern Redbacks gewinnt mit 8 Wickets |   |                                |

| 19. September | Johannesburg | Guyana 148-9 (20)                    | – | Highveld Lions 149-1 (15.1) |
|               |              | Highveld Lions gewinnt mit 9 Wickets |   |                             |

| 19. September | Durban | Mumbai Indians 165-7 (20)         | – | Royal Chall. Bangalore 163-5 (20) |
|               |        | Mumbai Indians gewinnt mit 2 Runs |   |                                   |

| 21. September | Johannesburg | Southern Redbacks 191-6 (20)          | – | Guyana 176-7 (20) |
|               |              | Southern Redbacks gewinnt mit 15 Runs |   |                   |

| 21. September | Johannesburg | Highveld Lions 159-6 (20)                         | – | Royal Chall. Bangalore 160-4 (19) |
|               |              | Royal Challengers Bangalore gewinnt mit 6 Wickets |   |                                   |

### Halbfinale
| 24. September | Durban | Chennai Super Kings 174-4 (17/17)                    | – | Royal Chall. Bangalore 123-9 (16.3/17) |
|               |        | Chennai Super Kings gewinnt mit 52 Runs (D/L-Method) |   |                                        |

| 25. September | Centurion | Warriors 175-6 (20)          | – | Southern Redbacks 145-7 (20) |
|               |           | Warriors gewinnt mit 30 Runs |   |                              |

### Finale
| 26. September | Johannesburg | Warriors 128-6 (20)                       | – | Chennai Super Kings 132-2 (19) |
|               |              | Chennai Super Kings gewinnt mit 8 Wickets |   |                                |

## Belege
1. ↑  http://www.cricinfo.com/t20champions2010/content/story/460432.html
2. 1 2  Erklärung der Abkürzungen: Sp. = Spiele; S = Siege; N = Niederlagen; U = Unentschieden; NR = No Result; P = Punkte; RR = Run Rate